# Anaceratagallia perarmata
Anaceratagallia perarmata är en insektsart som beskrevs av Dlabola 1958. Anaceratagallia perarmata ingår i släktet Anaceratagallia och familjen dvärgstritar. Inga underarter finns listade i Catalogue of Life.